# Hillburn
Hillburn és una població dels Estats Units a l'estat de Nova York. Segons el cens del 2000 tenia 881 habitants.

## Demografia
Segons el cens del 2000, Hillburn tenia 881 habitants, 273 habitatges, i 221 famílies. La densitat de població era de 152,5 habitants/km².
Dels 273 habitatges en un 39,6% hi vivien nens de menys de 18 anys, en un 53,5% hi vivien parelles casades, en un 24,5% dones solteres, i en un 18,7% no eren unitats familiars. En el 16,8% dels habitatges hi vivien persones soles el 5,9% de les quals corresponia a persones de 65 anys o més que vivien soles. El nombre mitjà de persones vivint en cada habitatge era de 3,23 i el nombre mitjà de persones que vivien en cada família era de 3,58.
Per edats la població es repartia de la següent manera: un 28,4% tenia menys de 18 anys, un 8,5% entre 18 i 24, un 28,5% entre 25 i 44, un 20,4% de 45 a 60 i un 14,2% 65 anys o més.
L'edat mediana era de 36 anys. Per cada 100 dones de 18 o més anys hi havia 78,8 homes.
La renda mediana per habitatge era de 54.625 $ i la renda mediana per família de 56.875 $. Els homes tenien una renda mediana de 36.591 $ mentre que les dones 30.000 $. La renda per capita de la població era de 17.516 $. Entorn del 10,7% de les famílies i el 14,8% de la població estaven per davall del llindar de pobresa.